# Хамфри, Джон (ударник)
Джон Хамфри (англ. John Humphrey) — американский барабанщик, играющий в южноафриканской рок-группе под названием Seether, родился в Оклахома-Сити, штат Оклахома.

## Биография
Джон начал играть на барабанах в совсем юном возрасте в различных школьных проектах.
В 13 лет он создал свою первую рок-группу, вместе с друзьями они делали каверы на различные, популярные в то время рок-группы, по типу Kiss, Van Halen и Motley Crue, как признался Джон это занятие довольно сильно соблазнило его, что и побудило на будущую игру в группе.
К 16 годам Джон выступал в барах, школьных мюзиклах и на церковных мероприятиях.
В 1992 году он присоединился к группе из города Норман, что в штате Оклахома, название которой было «The Nixons», вместе с группой он проделал усердную работу, пытаясь привлечь фанатов из разнообразных регионов к своей группе, таким образом они сумели продать 15000 копий песен, работая без рекорд-лейбла, сумев таким образом привлечь MCA Records, с которыми они и стали работать в 1994 году.
В октябре 2003 года, после обширных прослушиваний для группы Seether Джон был выбран как потенциальный барабанщик, и поэтому в 1994 присоединился к ним. Первый концерт Джона прошёл в небольшом клубе в Риверсайде, Калифорния. Второй концерт c ним прошёл в Мехико, где собралось уже 22000 человек. С тех пор Джон уже 17 лет гастролирует с группой, успев собрать с ними 3 платиновых пластинки и многочисленные альбомы, номинированные на золотую премию. Он также был показан в журналах под названиями «Modern Drummer» и «Drumhead», пользующихся популярностью на территории США.
В октябре 2017 года с неожиданностью для всех старая группа Джона «The Nixons» воссоединилась и сыграла серию шоу-концертов, которые привели к возобновлению интереса к группе, что привело к выпуску нового EP под названием «Sonic Boom».